# چندل راسموزا
چندل راسموزا (نام علمی: Rhizophora racemosa) یک گونه از درختان حرا از تیرهٔ چندلیان (Rhizophoraceae) است. پراکنش لکه‌ای در سواحل اقیانوس آرام آمریکای مرکزی و جنوبی دارد، در مکان‌هایی در سواحل اقیانوس اطلس آن قاره یافت می‌شود و دامنهٔ گسترده‌تری در سواحل اقیانوس اطلس در غرب آفریقا دارد.